# Dorothee Hess-Maier
Dorothee Margarete Helene Ursula Hess-Maier, geb. Maier, (* 6. November 1936 in Bad Waldsee) ist eine deutsche Verlegerin. Sie war Mitglied der Geschäftsführung des Otto-Maier-Verlags sowie des Vorstands der Ravensburger AG und als erste Frau in seiner 185-jährigen Geschichte Vorsteherin des Börsenvereins des Deutschen Buchhandels.

## Leben
Dorothee Hess-Maier ist Tochter der Verlegerfamilie Maier. Ihr Vater Eugen Maier fiel im Zweiten Weltkrieg, ihre Mutter Albertine Maier-Dependorf war Malerin und Grafikerin.
Dorothee Hess-Maier legte in München ihr Abitur ab, anschließend belegte sie Kurse an der Missouri State University in Springfield (USA) und studierte zeitweilig in München Kunstgeschichte. Bis 1959 arbeitete sie bei der Münchner Werbeagentur Bußkamp + Koch. Danach machte sie eine Lehre als Verlagsbuchhändlerin im familieneigenen Otto Maier Verlag in Ravensburg.
1966, mit 30 Jahren, leitete sie als Gesellschafterin das Lektorat des Buchverlags und schließlich den gesamten Buchverlag und löste damit seinen Bruder, Hans Peter Maier, seinen Ältesten ab. Zusammen mit ihrem Cousin Otto Julius Maier führte sie ab 1978 den Buch- und Spieleverlag. 1995 bis 2000 war sie Sprecherin im dreiköpfigen Vorstand der Unternehmensgruppe Ravensburger AG. Von 2006 bis 2015 war Dorothee Hess-Maier stellvertretende Vorsitzende im Aufsichtsrat des Unternehmens.
Seit 1986 ist sie Mitglied im Vorstand des Börsenvereins des Deutschen Buchhandels. Von 1989 bis 1992 war sie – als erste Frau in dieser Position – dessen Vorsteherin.
Von 2000 bis 2022 war Hess-Maier Vorsitzende der gemeinnützigen Stiftung Ravensburger Verlag, die von der Unternehmensgruppe Ravensburger AG und deren Gesellschaftern errichtet wurde. Schwerpunkt der Stiftung sind Kinder, Familie, Bildung und Erziehung.
Dorothee Hess-Maier war in der 13. Legislaturperiode Mitglied des Bildungsrats Baden-Württemberg. Von 2005 bis 2007 hatte sie einen Sitz im Aufsichtsrat des Landesinstituts für Schulentwicklung und ist seit 2000 Mitglied des Hochschulrates der Pädagogischen Hochschule Weingarten.
Hess-Maier war verheiratet mit William Hess, der 1994 starb. Sie hat zwei Söhne.

## Ehrungen
- 1997 Friedrich-Perthes-Medaille des Börsenvereins des Deutschen Buchhandels[9]
- 1999 Verdienstmedaille des Landes Baden-Württemberg[9]
- 2006 Bundesverdienstkreuz 1. Klasse der Bundesrepublik Deutschland[10]
- 2007 Ehrenmedaille der Stadt Ravensburg[11]
- 2014 Ehrensenatorin der Pädagogischen Hochschule Weingarten[9]

## Werke
- Dorothee Hess-Maier: Verläßliche Größe: Dr. Manfred Beltz Rübelmann, Verleger und Druckunternehmer in Weinheim/Bergstraße, feiert seinen 65. Geburtstag, in: Börsenblatt des deutschen Buchhandel, Bd. 163, 1996, Nr. 47, S. 13–14.
- Dorothee Maier: Friede als praktische, mühevolle Alltagsaufgabe, in: Börsenblatt für den deutschen Buchhandel, Bd. 159, 1992, Nr. 80, S. 4–5.
- Dorothee Maier: Pro Akademie, nicht kontra Leipzig, in: Börsenblatt des deutschen Buchhandel, Bd. 159, 1992, Nr. 45, S. 22–26.
- Dorothee Maier: Bilanz, in: Börsenblatt des deutschen Buchhandel, Bd. 159, 1992, Nr. 30, S. 10–19.
- Dorothee Maier: Zukunft Leipzig? Von der Hauptversammlung in Leipzig, in: Börsenblatt für den deutschen Buchhandel, Bd. 158, 1991, Nr. 31:1275.